# Culicoides pseudopallidus
Culicoides pseudopallidus är en tvåvingeart som beskrevs av Khalaf 1961. Culicoides pseudopallidus ingår i släktet Culicoides och familjen svidknott. Inga underarter finns listade i Catalogue of Life.